# Ellis Wackett
Ellis Charles Wackett, CB, CBE (13 de agosto de 1901 - 3 de agosto de 1984) foi um piloto e oficial comandante da Real Força Aérea Australiana (RAAF). O engenheiro-chefe do ramo de 1935 a 1959, ele serviu no corpo de controle da RAAF, o Quadro Aéreo, por um recorde de dezessete anos, e foi creditado por infundir operações com novos padrões de aeronavegabilidade. Iniciando a sua carreira de serviço como cadete da Marinha Real Australiana durante a Primeira Guerra Mundial, Wackett foi transferido para a Força Aérea em 1923, enquanto fazia um curso de engenharia na Grã-Bretanha. Ele qualificou-se como piloto antes de completar os seus estudos e retornar à Austrália, onde inaugurou a instrução de paraquedas dentro da RAAF e fez a primeira queda livre do país de uma aeronave militar em 1926. No ano seguinte, ele liderou um voo de pesquisa de três meses na Papua-Nova Guiné.
Wackett tornou-se no engenheiro sénior da RAAF com a sua nomeação como Diretor de Serviços Técnicos em 1935. Um comandante de asa no início da Segunda Guerra Mundial, ele ascendeu ao posto de comodoro do ar em 1942 e assumiu o cargo de Membro da Força Aérea para Engenharia e Manutenção. Ele estabeleceu a Secção Técnica como um departamento separado da RAAF em 1948 e foi promovido a Vice-Marechal da Aeronáutica no mesmo ano. Wackett serviu como Membro da Força Aérea para Serviços Técnicos até deixar as forças armadas em 1959, tendo sido nomeado Comandante da Ordem do Império Britânico e Companheiro da Ordem do Banho.
Geralmente conhecido como "Wack" ou "EC" (para distingui-lo do seu irmão mais velho, o designer de aeronaves Lawrence James Wackett ou "LJ"), o seu queixo e nariz proeminentes também lhe valeram o apelido de " Punch ". Ele morreu em 1984, aos 83 anos.